# Lalapati
Lalapati (en népalais : लालापट्टी) est un comité de développement villageois du Népal situé dans le district de Saptari. Au recensement de 2011, il comptait 5 509 habitants.